# شهرک لوجی، شانگری-لا
شهرک لوجی، شانگری-لا (به لاتین: Luoji Township) یک شهرک در جمهوری خلق چین است که در شهر شانگری-لا واقع شده‌است. شهرک لوجی ۱٬۰۴۱٫۱۵ کیلومتر مربع مساحت و ۴٬۲۵۴ نفر جمعیت دارد و ۲٬۱۹۷ متر بالاتر از سطح دریا واقع شده‌است.